# نهج الجزيرة
نهج الجزيرة هو أحد أنهج مدينة تونس، وهو يفصل المدينة العتيقة عن المدينة الحديثة من الجهة الجنوبية الشرقية.

## موقعه
سمي نهج الجزيرة نسبة إلى باب الجزيرة، الذي كان يفتح على الطريق المؤدي إلى شبه جزيرة الوطن القبلي. ويصب نهج الجزيرة في ساحة النصر من الجهة الشمالية، ويلتقي مع نهج الجزائر من الناحية الجنوبية، وتصب فيه عدة أنهج رئيسية بالعاصمة من أهمها نهج إسبانيا ونهج أنقلترا ونهج روسيا. وهو يوازي نهج سيدي بومنديل أحد أهم الأسواق الشعبية بالعاصمة التونسية.

## أهم الأنشطة
تكثر بهذا النهج الأنشطة التجارية، ويختص أساسا بالمواد الكهرومنزلية والمنزلية، كما توجد به فروع بعض البنوك. وبالإضافة إلى ذلك توجد به محطة لسيارات الأجرة التي تربط بين تونس ومدينة عنابة بالشرق الجزائرية. كما لنهج الجزيرة نشاط ثقافي حيث توجد بعدد 28 منه، ثاني أقدم قاعة سينما بالعاصمة التونسية تسمى الحمراء، تعود إلى عام 1922  وقد تحولت هذه القاعة منذ الثمانينات إلى مسرح الحمراء. ويضم المركز العربي الإفريقي للتكوين والبحوث المسرحية  وفي الجهة المقابلة لهذا الفضاء المسرحي بنهاية نهج إسبانيا يوجد المقر القديم لمركز السيريس.

## تاريخيا
يعتبر نهج الجزيرة أحد ستة أنهج تشكل حزاما بيضويا يحيط بمدينة تونس العتيقة وهذه الأنهج هي بالإضافة إلى هذا النهج: شارع باب جديد، شارع باب منارة، شارع باب البنات، نهج باب سويقة، نهج المنجي سليم. وكانت هذه الأنهج قد شهدت في بعض الفترات مظاهرات، من بينها المظاهرة التي نظمها الطلبة الزيتونيون ليلة 14-15 ماي 1951 احتفاء بما كان يسمى آنذاك بعيد العرش. ويوجد بنهج الجزيرة أحد مقرات الاتحاد العام التونسي للشغل، وهذا المقر اتخذه الزعيم صالح بن يوسف عام 1955 مقرا للحزب الذي سماه: الأمانة العامة للحزب الحر الدستوري، وفي عام 1985 وإلى عام 1988 اتخذ مقرا للاتحاد الوطني التونسي للشغل الذي انشق آنذاك عن الاتحاد العام.

## معرض صور

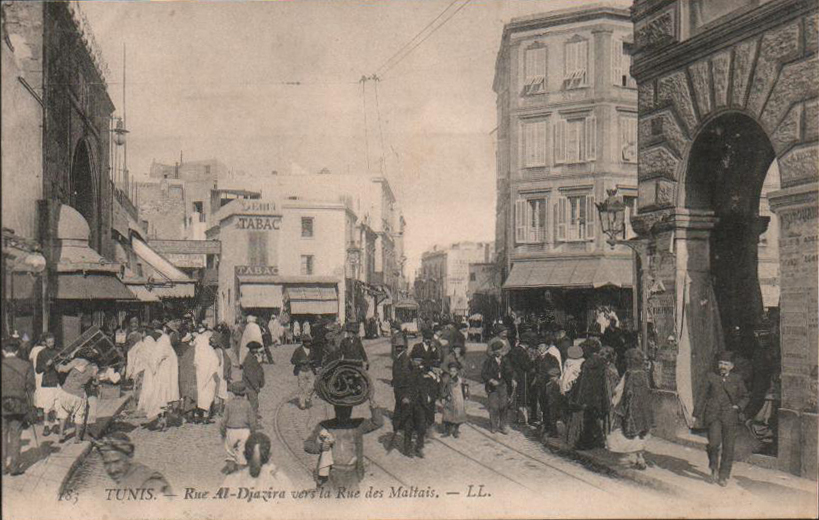
مدخل نهج الجزيرة حوالي عام 1900
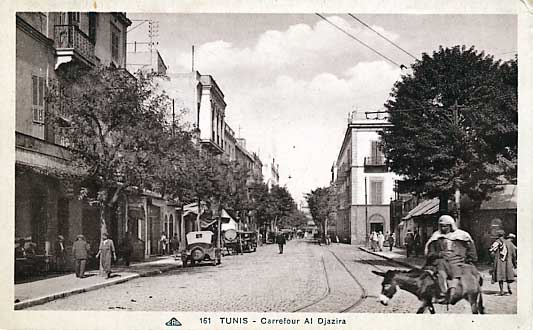
صورة قديمة لنهج الجزيرة
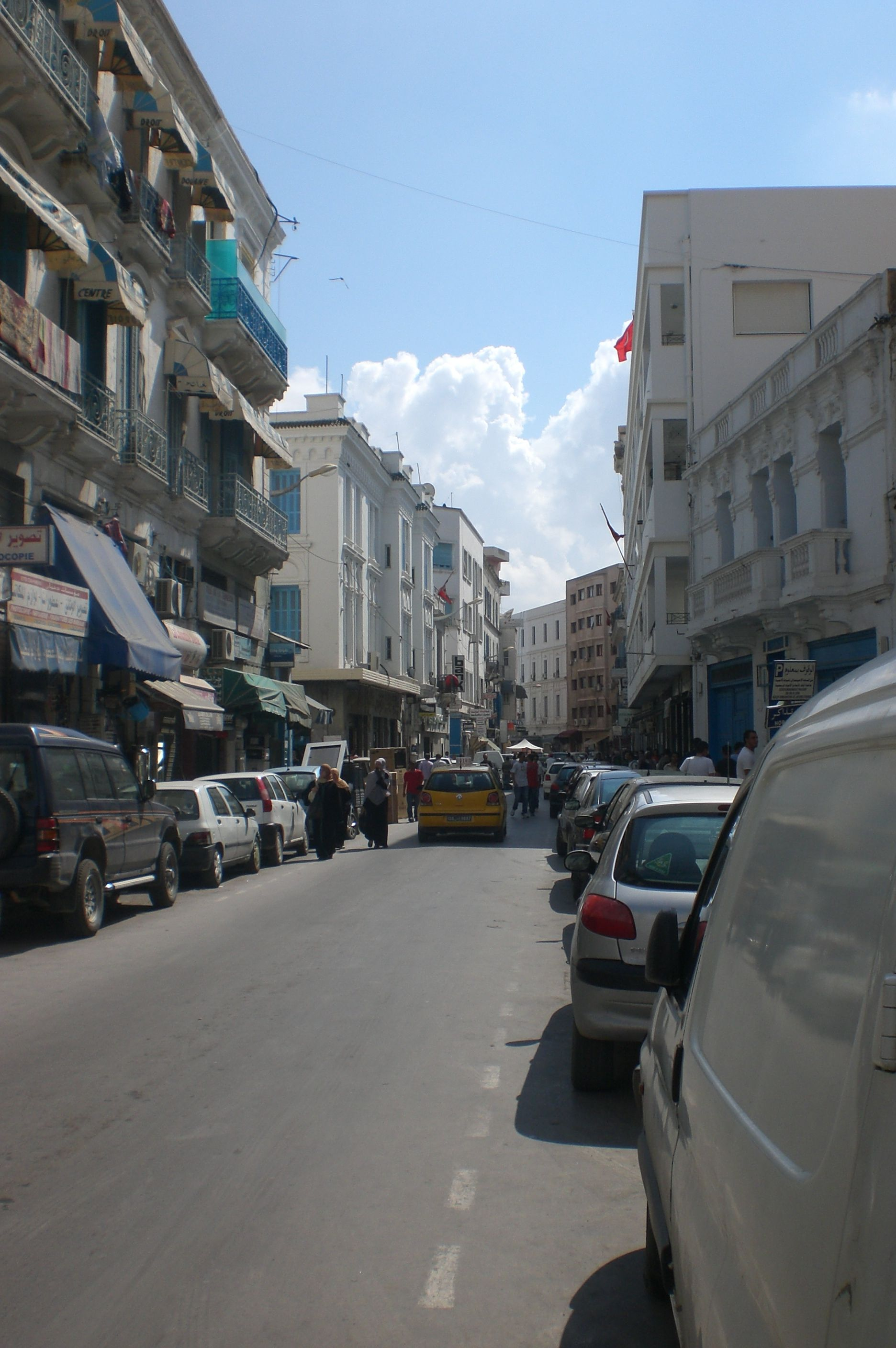
صورة حديثة لنهج الجزيرة
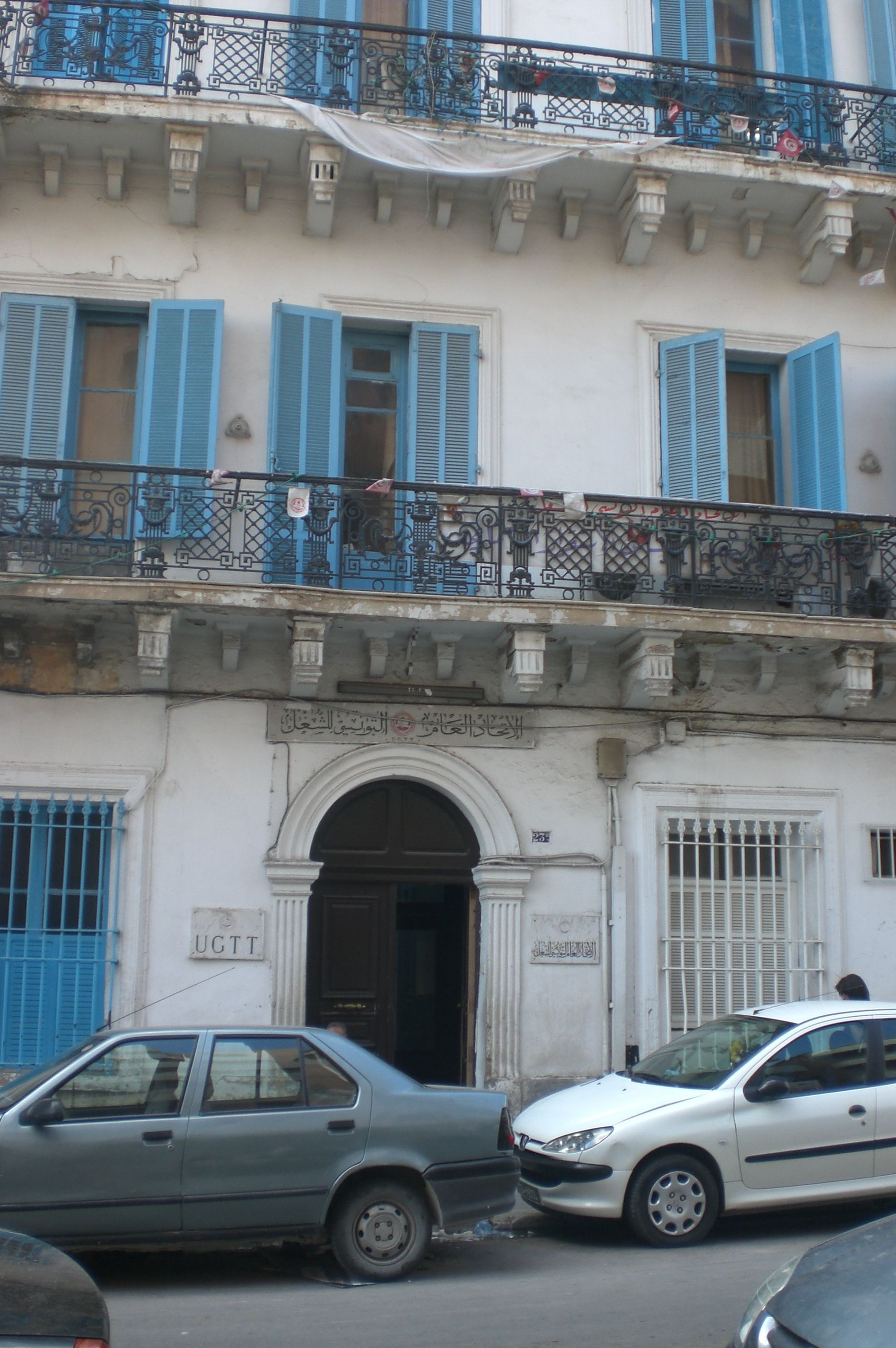
أحد مقرات الاتحاد العام التونسي للشغل بنهج الجزيرة

## إشارات مرجعية
1. 1 2  http://fr.allafrica.com/stories/200611291085.html Le Théâtre El Hamra de Tunis fête ses 84 ans نسخة محفوظة 2020-09-23 على موقع واي باك مشين.
2. ↑  http://www.artfactories.net/El-Hamra-Tunis.html El Hamra, Tunis نسخة محفوظة 2020-09-23 على موقع واي باك مشين.